# Madho Singh II
Maharajadhiraja Sawai Madho Singh II (28 de agosto de 1862-7 de septiembre de 1922) fue el maharajá de Jaipur desde 1880 a 1922. Era el hijo adoptivo de Ram Singh II de Jaipur.

## Biografía
Madho Singh II nació como Kaim Singh, segundo hijo del thakur de Isardha, un terrateniente relacionado con la casa de Jaipur. Tras la muerte de su padre, una disputa hereditaria con sus hermanos mayores dejó al joven Kaim exiliado y en la pobreza. Finalmente pudo conseguir empleo en el risaldar del estado de Tonk.
Su destino tomó otro rumbo tras conocer al gurú Brahmachari Giridhari Sharan, de quien se hizo discípulo, y más tarde al mismo regente, Ram Singh II. Cuando este murió sin hijos, en 1880, decidió en su lecho de muerte adoptar a Kaim, con 18 años recién cumplidos, quien poco después sería coronado con el nombre de Madho.
Como regente y gobernador del próspero estado de Jaipur, Madho Singh, ahora casado con la hija de Rao Budhpal Singh, regente del estado de Ummargarh, implementó políticas modernas en temas de educación y sanidad. Construyó escuelas, universidades, hospitales y museos. Durante las hambrunas de 1896/97 y 1899 hizo uso de fondos públicos para alimentar a la población. A raíz de estos acontecimientos, apeló al virrey de la India, el marqués George Curzon, para poner en marcha un fondo estatal para la hambruna, a la que Singh aportó unas 133 000 libras.
Singh era un súbdito muy leal de la Corona británica, y envió a sus tropas y caballería a asistir a las fuerzas británicas en las batallas de Chitral (1894/95) y Tirah (1897/98), como también en la segunda guerra bóer. Durante la Primera Guerra Mundial, volvió a enviar soldados y armas para asistir en la campaña de Mesopotamia.
Madho Singh II falleció en 1922, sucedido por su hijo adoptivo, el maharajá Man Singh.

## Honores y reconocimientos
Como agradecimiento por sus acciones, Singh recibió el rango honorífico de Mayor general.
Adicionalmente, fue receptor de los siguientes títulos y honores:
1. Knight Grand Commander de la Orden de la Estrella de la India (GCSI)
2. Knight Grand Commander de la Orden del Imperio de la India (GCIE )
3. Knight Grand Cross de la Real Orden Victoriana (GCVO )
4. Knight Grand Cross de la Orden del Imperio Británico (GBE)
5. Member of the First Class de la Orden de la Corona de Prusia
6. Donado de la Orden del Hospital de San Juan de Jerusalén